# EDIINT
 (septembre 2018).
Le protocole EDIINT (EDI via INTernet) est un protocole d’échange de données informatisées disponible en deux versions, l’une en communication courriel (AS1, sur SMTP), l’autre en communication web (AS2, sur HTTP). Une troisième version est en préparation basée sur le protocole FTP (AS3, sur FTP).
EDIINT a été conçu par des utilisateurs EDI et pour le transport des données via Internet.
EDIINT est conçu sur la base d’un protocole général (MIME), sécurisé (chiffrement et signature électronique) et répondant aux nécessités des échanges électroniques de documents (accusé de réception / non-réception, reçu de non-répudiation). EDIINT permet de détecter tout changement apporté à un document électronique pendant son transport grâce à sa technologie de chiffrement. La signature électronique, elle aussi chiffrée, valide que l’émetteur est bien celui qu’il dit être. Enfin, l’émetteur reçoit un accusé de réception et de bon déchiffrement, appelé Message Disposition Notification (MDN). Cet accusé garantit le bon déroulement de la transaction de bout en bout et est lui aussi signé et chiffré.

## Certification Drummond
Le Drummond Group est une entreprise privée américaine qui réalise des certifications pour son propre compte (label "Drummond Certified™") et pour le compte d'associations sectorielles.